# Charax (cràter)
Charax és un cràter sobre la superfície de (951) Gaspra, situat amb el sistema de coordenades planetocèntriques a 8.6 ° de latitud nord i 0 ° de longitud est. Fa un diàmetre de 0.9 km. El nom va ser fet oficial per la UAI l'any 2003 i fa referència a Charax, fortalesa romana a Gaspra (Ucraïna). Aquest cràter s'utilitza per definir el primer meridià de (951) Gaspra.